# السدیره، مکه
السدیره (به عربی: السدیرة) یک منطقهٔ مسکونی در عربستان سعودی است که در استان مکه واقع شده‌است.